# Don Cheadle
Don Cheadle   (Kansas City, 29 de novembre de 1964) és un actor i productor estatunidenc.

## Biografia
Diplomat en art a la Universitat de Denver, Don Cheadle passa nombroses proves que el portaran finalment el 1986 a una participació en la sèrie de televisió Fame. Després d'una aparició a Moving Violations, la seva carrera a la pantalla gran arrenca el 1987 gràcies a John Irvin, que li confia el paper del soldat Washburn a Hamburger Hill, i després a Dennis Hopper que el fitxa pel rodatge de Colors el 1988. Però ha d'esperar fins a 1995 per imposar-se com un millors segons papers del cinema americà.
Dona així la rèplica a Denzel Washington a El diable amb un vestit blau, Tommy Lee Jones a Volcano (1997), Mark Wahlberg a Boogie Nights (1998), Warren Beatty a Bulworth (idem.), Nicolas Cage a Family Man (2000), Gary Sinise a Mission to Mars (idem.), John Travolta a Operació Swordfish (2001) o encara Sean Penn a L'assassinat de Richard Nixon (2004). Fidel a Steven Soderbergh, Don Cheadle interpreta sota la seva direcció un malfactor boxejador (Un embolic molt perillós), un policia tenaç (Traffic) així com un atracador tranquil a Ocean's Eleven (2001) i a les seves continuacions. S'uneix a un repartiment prestigiós, el d'After the Sunset amb Pierce Brosnan i Salma Hayek.
L'any 2005 marca un gir decisiu en la seva carrera, ja que, per primera vegada, té el primer paper d'una gran pel·lícula: Hotel Rwanda que li ha valgut diversos premis i nomenaments. Enfortit amb aquest èxit, desitja rodar ell mateix l'adaptació d'una novel·la d'Elmore Leonard, Tishomingo Blues, en el qual es posa en escena al costat de Matthew McConaughey. El projecte no té tanmateix èxit.
Després del seu paper a Hotel Rwanda el 2004, que relata el genocidi a Ruanda de començaments dels anys 90, es compromet en aquesta causa. El gener del 2005, va al Sudan amb 5 membres del Congrés dels Estats Units per visitar camps de refugiats i trobar supervivents de la guerra civil al Darfour, i després ho testimonia en un reportatge televisat.
Ha participat en el projecte del cèlebre documental King Leopold's Ghost, inspirat en el polèmic llibre d'Adam Hochschild) en tant que narrador; documental que ha guanyat, d'altra banda, nombrosos premis arreu del món.
Don Cheadle és també jugador de pòquer.

## Filmografia
- Moving Violations (1985)
- El turó de l'hamburguesa (Hamburger Hill) (1987)
- Colors de guerra (Colors) (1988)
- Roadside Prophets (1992)
- Meteor man (The Meteor Man) (1993)
- Lush Life (1993) (TV)
- Coses per fer a Denver quan ets mort (Things to Do in Denver When You're Dead) (1995)
- El diable amb un vestit blau (Devil in a Blue Dress) (1995)
- Volcano (1997)
- Rosewood (1997)
- Boogie Nights (1997)
- Un embolic molt perillós (Out of Sight) (1998)
- The Rat Pack (1998)
- Bulworth (1998)
- A Lesson Before Dying (1999) (Telefilm)
- Traffic (2000)
- Mission to Mars (2000)
- Fail Safe (2000) (TV)
- The Family Man (2000)
- Things Behind the Sun (2001)
- Manic (2001)
- Operació Swordfish (Swordfish) (2001)
- Rush Hour 2 (2001) (sense sortir als crèdits)
- Ocean's Eleven (2001)
- Abby Singer (2003) (cameo)
- The United States of Leland (2003)
- The italian job (2003)
- Ocean's Twelve (2004)
- The Cookout (2004)
- El gran cop (After the Sunset) (2004)
- L'assassinat de Richard Nixon (The Assassination of Richard Nixon) (2004)
- Hotel Rwanda (2004)
- Crash (2004)
- En algun racó de la memòria (Reign Over Me) (2007)

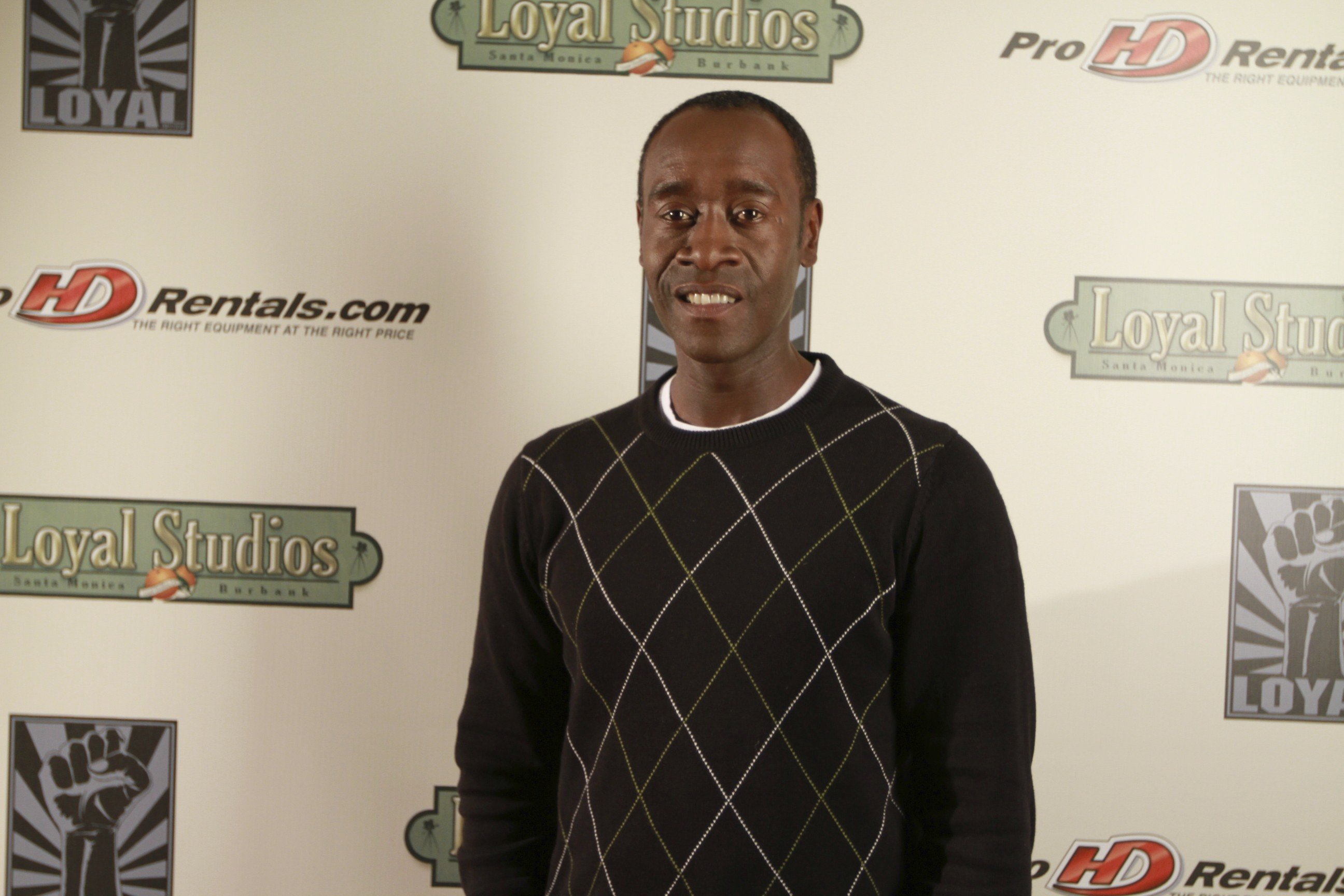

- Talk To Me (2007)
- Ocean's Thirteen (2007)
- Darfur Now (2007)
- Traitor (2008)
- Hotel for Dogs (2009)
- Toussaint (2009)
- Brooklyn's Finest (2010)
- Iron Man 2 (2010)
- El irlandés (2012)
- Flight (2012)
- Iron Man 3 (2013)
- Avengers: Age of Ultron (2015)
- Captain America: Civil War (2016)
- Avengers: Infinity War (2018)
- Avengers: Endgame (2019)
- Space Jam: Noves llegendes (2021)

### Productor
- Collision (2004)

## Premis i nominacions

### Premis
- 1999: Globus d'Or al millor actor secundari en sèrie, minisèrie o telefilm per The Rat Pack (1998)
- 2013: Globus d'Or al millor actor en sèrie de televisió musical o còmica per House of Lies

### Nominacions
- 1999: Primetime Emmy al millor actor en minisèrie o telefilm per A Lesson Before Dying
- 1999: Primetime Emmy al millor actor secundari en minisèrie o telefilm per The Rat Pack
- 2002: Primetime Emmy al millor actor secundari en minisèrie o telefilm per Things Behind the Sun
- 2003: Primetime Emmy al millor actor convidat en sèrie dramàtica per ER
- 2005: Oscar al millor actor per Hotel Rwanda
- 2005: Globus d'Or al millor actor dramàtic per Hotel Rwanda
- 2006: BAFTA a la millor pel·lícula per Crash
- 2006: BAFTA al millor actor secundari per Crash
- 2012: Primetime Emmy al millor actor en sèrie còmica per House of Lies
- 2013: Primetime Emmy al millor actor en sèrie còmica per House of Lies
- 2014: Globus d'Or al millor actor en sèrie de televisió musical o còmica per House of Lies
- 2014: Primetime Emmy al millor actor en sèrie còmica per House of Lies